# Susan Reynolds
Susan Reynolds (ur. 27 stycznia 1929, zm. 29 lipca 2021) – brytyjska historyk, mediewistka.
Była absolwentką Uniwersytetu w Oksfordzie, gdzie wykładała od 1964 roku w kolegium Lady Margaret Hall, a po zakończeniu działalności edukacyjnej w 1986 pozostała afiliowana jako emerytowana profesor. 
Za jej główne osiągnięcie uważa się jej wkład w krytykę tradycyjnego rozumienia feudalizmu. 

## Wybrane publikacje
- Introduction to the History of English Medieval Towns, 1977.
- Fiefs and Vassals. The Medieval Evidence Reinterpreted, 1994.
- Ideas and Solidarities of the Medieval Laity: England and Western Europe, 1995.
- Kingdoms and Communities in Western Europe 900-1300, Oxford 1997.
- Medieval reading : grammar, rhetoric and the classical text, Cambridge: Cambridge University Press 2004.
- A catalogue of the manuscripts in the library at Holkham Hall. Vol. 1, Manuscripts from Italy to 1500. Pt. 1, Shelfmarks 1-399, Turnhout: Brepols 2015.

## Publikacje w języku polskim
- Lenna i wasale: reinterpretacja średniowiecznych źródeł, przeł. i przedmową opatrzył Arkadiusz Bugaj, Kęty: Wydawnictwo Marek Derewiecki 2011.